# 下亞布倫卡
49°7′11″N 22°57′44″E / 49.11972°N 22.96222°E
下亞布倫卡（烏克蘭語：Нижня Яблунька），是烏克蘭西部的村莊，隸屬利維夫州的桑比爾區。該村始建於1522年，面積4.3平方公里，海拔高度608米，人口2,749。